# Национално знаме на Сао Томе и Принсипи
Националното знаме на Сао Томе и Принсипи е одобрено на 5 ноември 1975 г.
Червения триъгълник символизира упоритата борба за независимост, а двете черни звезди олицетворяват двата главни острова на държавата. Зеления, жълтия и черния цвят са панафрикански цветове.